# Blepharis pusilla
Blepharis pusilla är en akantusväxtart som beskrevs av K. Vollesen. Blepharis pusilla ingår i släktet Blepharis och familjen akantusväxter. Inga underarter finns listade i Catalogue of Life.